# Cartuja Center CITE
El Centro de Innovación Tecnológica del Espectáculo, más conocido por Cartuja Center CITE, es un centro cultural y de convenciones situado en el corazón de la Isla de la Cartuja, de Sevilla, en la comunidad autónoma de Andalucía, España. Fue diseñado por el arquitecto Santiago Fajardo e inaugurado en 2018.
Este centro cuenta con un auditorio donde se realizan espectáculos, obras teatrales, presentaciones musicales, conciertos, congresos y jornadas empresariales. También es el escenario de cursos de formación a nivel profesional en artes escénicas y audiovisuales, impartidos por la Cámara de Comercio de Sevilla.
La Real Orquesta Sinfónica de Sevilla (ROSS), los dúos humorísticos Faemino y Cansado y Los Morancos, los cantantes José Mercé y David DeMaría, son algunos de los grupos y artistas que han realizado eventos y presentaciones en este recinto. También ha sido el escenario principal de los Premios Max de las Artes Escénicas organizados por la Sociedad General de Autores y Editores (SGAE), el XVI congreso de la Asociación de Academias de la Lengua Española (ASALE) organizado por la Real Academia Española (RAE), la «Gala benéfica» que organiza el Fondo de las Naciones Unidas para la Infancia, entre otros.

## Historia
Cartuja Center CITE se inauguró el 8 de marzo de 2018. Es un espacio cultural, de eventos, espectáculos y formación.
Fue construido por la Fundación SGAE, para que formara parte de su red de espacios escénicos Arteria. Desde la génesis del proyecto, se diseña para que sus socios tuvieran un espacio para actuar, grabar o ensayar.

## Eventos

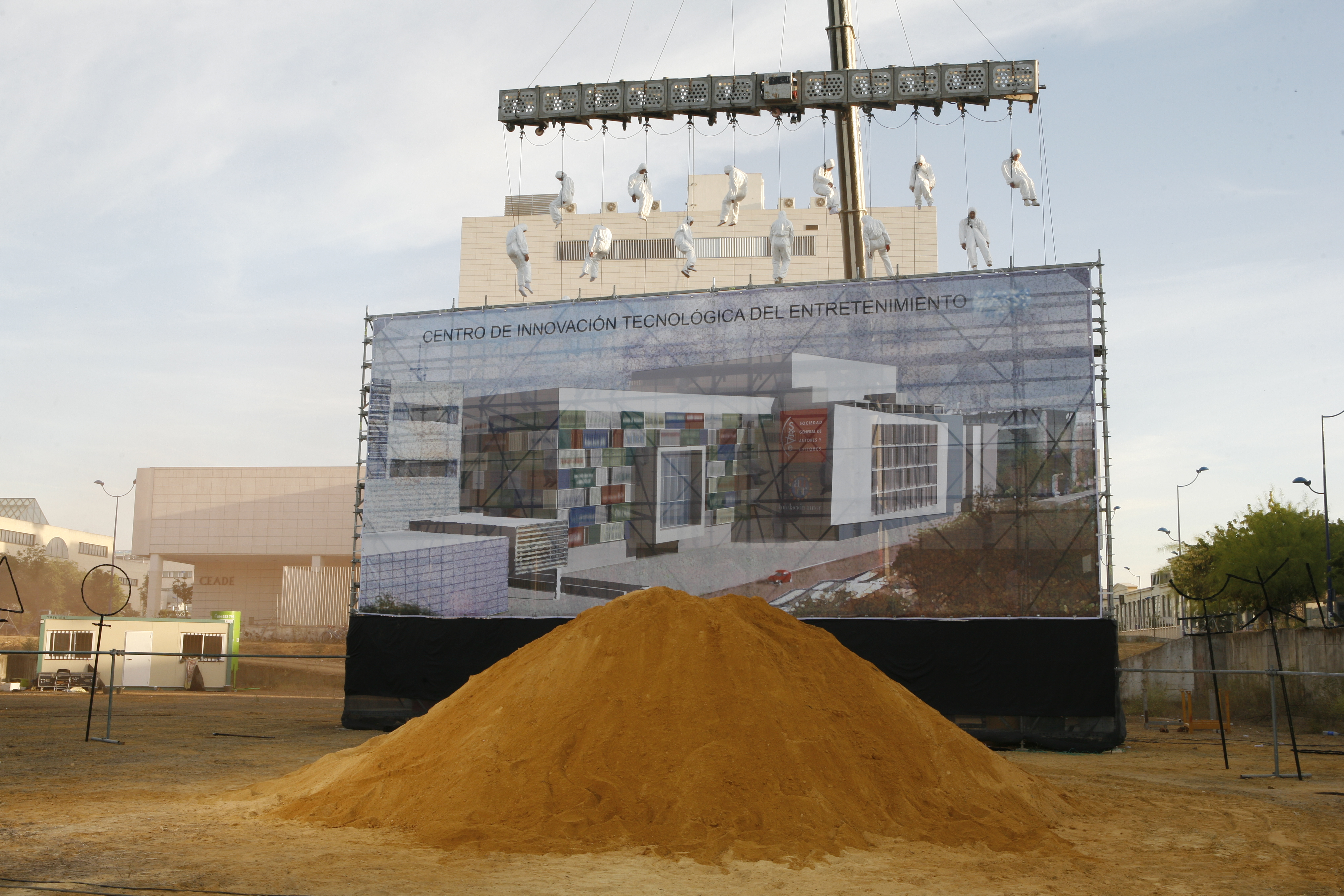
Primera piedra del edificio CITE

Se inauguró con la Gala Mujer por Mujer, que reunió a más de cincuenta artistas femeninas de diferentes disciplinas de las artes escénicas.
Ha sido sede de los premios MAX 2018 de la Fundación SGAE, en junio de 2018. La Gala benéfica a favor de UNICEF organizada por RTVA en noviembre de 2018.
Ha acogido la clausura del XVI Congreso de la Asociación de Academias de la Lengua Española organizado por la Real Academia de la Lengua Española, con presencia de SSMM los Reyes de España, en noviembre de 2019.
Se ha celebrado la III Edición del evento gastronómico World Premium Experience en octubre de 2019.
Ha albergado las celebraciones de la Noche de la Economía y las Empresas, organizadas por la Cámara de Comercio, Industria y Navegación de Sevilla, en junio de 2019 y octubre de 2021.
2024 Gala inaugural de la 21 edición del Festival de Cine Europeo de Sevilla, en la que se entregó el Giraldillo de Honor al productor británico David Puttnam.

## Descripción
Tiene una extensión de 33 000 m². En él se celebran espectáculos de las artes escénicas y de la música, congresos, eventos y formación. Dispone de más de 50 diferentes espacios.
Cuenta con el sistema de configuración de las butacas ideado por el sistema Gala Venue, que permite en pocos minutos adoptar diferentes configuraciones de un mismo espacio y su acústica cuenta con el sistema Constellation de Meyer Sound y sistema de sonido espacial Spacemap Go. Se puede acceder a Cartuja Center CITE con las líneas C1 y C2 de TUSSAM y cuenta con un aparcamiento subterráneo con 330 plazas.

## Premios y reconocimientos
- 2019: Premio Eventoplus 2019, categoría plata al mejor espacio.
- 2019: Premio Cámara de Comercio de Sevilla, Mejor Proyecto Estratégico.